# Ischaemum diplopogon
Ischaemum diplopogon är en gräsart som beskrevs av Joseph Dalton Hooker. Ischaemum diplopogon ingår i släktet Ischaemum och familjen gräs. Inga underarter finns listade i Catalogue of Life.